# Viale Bligny (Mailand)
Die Viale Bligny ist eine etwa 1000 Meter lange Straße im Zentrum Mailands. Sie ist einen Kilometer von der Piazza del Duomo entfernt, beginnt am Platz Viale Sabotino (Porta Romana) und endet an der antiken Col di Lana. An der Straße liegt die Wirtschaftsuniversität Luigi Bocconi und das Atelier des Künstlers Maurizio Cattelan. Der Maler Lucio Fontana lebte in der Viale Bligny und malte mehrere seiner Gemälde in der Bar Gatullo.

## Verkehr
- Porta Romana
- S. Sofia (400 Meter von Viale Beatrice d’Este entfernt) verbindet in 10 Minuten mit dem Mailänder Flughafen Linate
- Crocetta
- Straßenbahnhaltestelle (Linie 9)
- Bushaltestelle (59, 90, 91, 92)

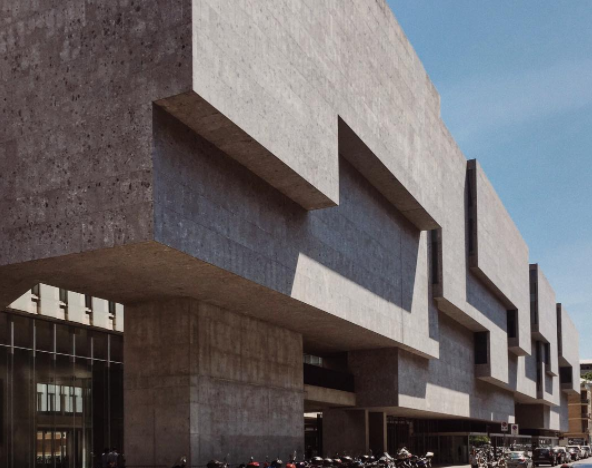
Bocconi-Universität in Viale Bligny
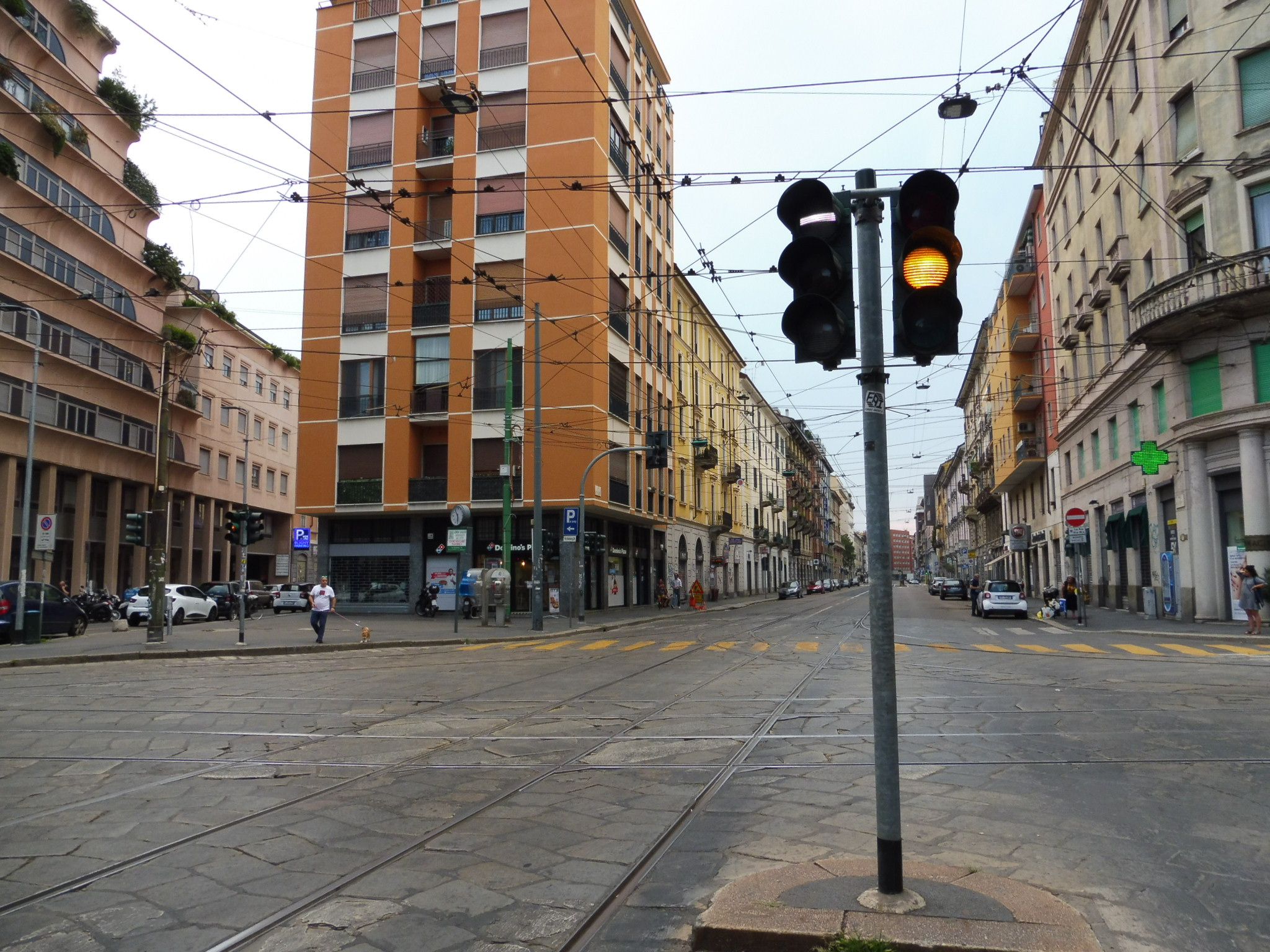
Viale Bligny oder Via Salasco oder Via Sabotino

## Bemerkenswerte Gebäude
- Palazzo Bocconi, Viale Bligny 1, im rationalistischen Stil entworfen von Shelley McNamara und Yvonne Farrell (2008)
- Palazzo Bontadini, Viale Bligny 44, entworfen von Alessandro Rimini und Ernesto Bontadini (1929)
- Palazzo Soncini, Gebäude-Komplex entworfen von Eugenio Soncini (1965/66)
- Palazzo Mazzucotelli, Viale Bligny 60, im Liberty-Stil von Enrico Zanoni und Alessandro Mazzucotelli (1886)
- Palazzo Zanoni, Viale Bligny 27, im Liberty-Stil von Enrico Zanoni und Alessandro Mazzucotelli (1888)
- Teatro Principe (Milano), Viale Bligny 52